# Catostomus ardens
Catostomus ardens, conhecido em inglês como Utah sucker, é um peixe da família Catostomidae encontrado na região superior do Rio Snake e no Lago Bonneville, na América do Norte.
O Catostomus ardens atinge até 65 centímetros de comprimento. A área do dorso compreendida entre a cabeça e a barbatana dorsal é um pouco elevada. A boca fica completamente sob o focinho, sendo dotada de lábios grossos. A sua cor é geralmente cinza escuro na parte superior, com manchas pouco distintas, uma estreita faixa rosada na parte anterior de cada lado, e a barriga branca. A longa barbatana anal está situada  próxima da cauda. A barbatana anal tem 7 espinhas e a barbatana dorsal 13.
Esse peixe vive em vários habitats da sua área geográfica, sendo encontrado em lagos, rios e riachos, em águas quentes e frias, e em fundos de areia, cascalho ou pedras, de preferência perto de vegetação. Algumas populações da espécie podem estar em declínio.
Em 1881, David Starr Jordan e Charles Henry Gilbert observaram que este peixe “ocorre no Lago Utah em quantidades simplesmente enormes”. Desde então, a população de Catostomus ardens do Lago Utah parece ter crescido e entrado em colapso diversas vezes.
Na década de 1870 este peixe era confundido com o Chasmites liorus (em inglês, June sucker), e ela foi chamada durante algum tempo de Catostomus fecundus.